# Tales from Topographic Oceans
Tales From Topographic Oceans (с англ. — «Сказки из топографических океанов») — шестой студийный (двойной) альбом британской группы прогрессивного рока Yes, выпущенный в декабре 1973 года на лейбле Atlantic Records в большинстве частей света (в Северной Америке альбом появился в продаже в январе 1974 года).
Tales From Topographic Oceans (Atlantic 80001) достиг позиции #1 в Великобритании и #6 в США.

## Предыстория
В апреле 1973 года Yes завершили мировой тур в поддержку своего пятого студийного альбома Close to the Edge. К этому времени в состав группы входили вокалист Джон Андерсон, басист Крис Сквайр, гитарист Стив Хау, клавишник Рик Уэйкман и барабанщик Алан Уайт, который заменил Билла Бруфорда годом ранее. Во время остановки в Токио в марте 1973 года во время гастролей, Андерсон в своем гостиничном номере искал тему для «произведения крупной формы» в виде следующего альбома группы.
В то время, как тур проходил в Австралии и США, Андерсон, по его словам, погрузился в идею написания музыки вокруг «четырёх частей эпопеи, построенной вокруг тем с четырьмя частями, о которых я читал», но позже признал, что даже он не совсем понимает, о чём они. Затем он предложил идею двойного концептуального альбома Хау, который ею заинтересовался. Андерсон описал опыт как «волшебный», «который оставил нас обоих подбодренными в течение многих дней».

## Концепция
Концепция альбома основана на шастрических текстах, описание которых было найдено Джоном Андерсоном в виде одного из примечаний к книге Парамаханса Йогананды «Автобиография йога».

## Запись
Я думаю, что был психологический эффект: «О, мы делаем двойной альбом». Теперь мы можем сделать вещи в два раза длиннее, в два раза скучнее и в два раза продолжительней!
Группе потребовалось пять месяцев для аранжировки, репетиций и записи альбома. Место для записи вызвало ряд разногласий в группе. Андерсон и Уэйкман хотели записать альбом в сельской местности, Сквайр и Хау предпочитали Лондон, Уайт же не имел особых предпочтений.
Сквайр вспоминал, что в качестве шутки над Андерсоном менеджер группы Брайн Лэйн (Brian Lane) декорировал студию звукозаписи как фермерский двор (с картонными деревьями и животными), чтобы «сделать его счастливым». Уэйкман описывал студию так: «Там были белые частоколы… все клавишные и усилители были размещены на копнах сена». Андерсон попросил студийное начальство возвести около Алана целую кафельную стену, чтобы воспроизвести звук, который он однажды получил, ударив по барабану в студийном туалете: «Я мечтал записать альбом на лесной поляне. Привезти туда генератор, палатки. Но мою идею отвергли, и я начал откалывать всяческие номера».
Стив Хау: «Мы все, а не один только Джон, ловили кайф от этой безумной атмосферы. Нашими тогдашними кумирами были Monty Python, и нам хотелось, чтобы наш мирок был таким же нелепым, как и у них. Это был один из способов стряхнуть напряжение и расслабиться. Нам разрешили вытворять в студии всё что угодно, вот мы и притащили туда целую ферму. Бывало, мы буквально катались по полу со смеху!»
В это же время в смежной студии группа Black Sabbath записывала альбом Sabbath Bloody Sabbath в стиле хэви-метал.

## Отзывы
Альбом разделил мнения поклонников Yes. Неоднозначно к нему относятся и сами участники группы; так, Андерсон описывает альбом сочетанием «высоких идеалов и недостаточной интенсивности»; Хау даёт Tales… высокую оценку, Сквайр называет альбом «трудным», а Уэйкман однажды провёл параллель с «набитым ватой бюстгальтером» и с «переходом вброд сточной канавы ради одной кувшинки».

## Ремикс Стивена Уилсона
Стивен Уилсон (Porcupine Tree) занимался пересведением альбомов группы 71-74 годов. Результатом работы над «Tales From Topographic Oceans» он остался особенно доволен: «„Topographic Oceans“ был особенно проблематичным с этими огромными 20-минутными музыкальными полотнами на 24 дорожках, поскольку то, чего хотели добиться Yes, было далеко за пределами возможностей 24-дорожечной ленты. <…> Они заполняли под завязку каждый дюйм каждого канала этой 24-дорожечной ленты. Будь у Yes неограниченные возможности цифровой записи, они, вероятно, зашли бы со своим ви́дением ещё дальше». Уилсон стремился придать альбому дополнительную звуковую насыщенность и чистоту, сделать звучание более отчётливым и чуть менее жёстким.

## Список композиций
Авторство всех композиций принадлежит Yes, авторами концепции и текстов альбома являются Джон Андерсон и Стив Хау.
1. «The Revealing Science of God (Dance of the Dawn)» — 20:25
2. «The Remembering (High the Memory)» — 20:38
3. «The Ancient (Giants Under the Sun)» — 18:35
4. «Ritual (Nous Sommes Du Soleil)» — 21:37

В 2003 году альбом был ремастирован и переиздан на лейбле Rhino Records с двумя бонус-треками:
- Dance Of The Dawn (studio run-through)
- Giants Under The Sun (studio run-through)

Также ремастер включал в себя двухминутное вступление к первой композиции альбома, не вошедшее в оригинальный релиз.

## Участники записи
- Джон Андерсон — ведущий вокал, акустическая гитара, перкуссия
- Крис Сквайр — бас-гитара, бэк-вокал
- Стив Хау — электрогитары, акустические гитары, электроситар, бэк-вокал
- Рик Уэйкман — клавишные инструменты
- Алан Уайт — барабаны, перкуссия, бэк-вокал